# Coppa Svizzera 1938-1939
La Coppa Svizzera 1938-1939 è stata la 14ª edizione della manifestazione calcistica. È iniziata nell'agosto 1938 e si è conclusa il 10 aprile 1939. Questa edizione della coppa vide la vittoria finale del Losanna.

## Regolamento
Turni ad eliminazione diretta in gara unica. In caso di paritá al termine dei tempi supplementari, la partita veniva ripetuta a campo invertito.

## Turno preliminare
| Squadra 1        | Risultato      | Squadra 2      |
| ---------------- | -------------- | -------------- |
| 28 agosto 1938   |                |                |
| Alstetten        | 1 - 0          | Wallisellen    |
| Étoile-Sporting  | 8 - 1          | St. Imier      |
| G.C.Luganesi     | 0 - 7          | Balerna        |
| Lachen/Altendorf | 7 - 2          | Diana          |
| Malley           | 2 - 0          | Rapid Losanna  |
| Moutier          | 5 - 2          | Delémont       |
| Richemond        | 1 - 0          | Stade Payerne  |
| Turgi            | 2 - 0 (d.t.s.) | Sporting Aarau |

## Primo turno eliminatorio
Partecipano 112 squadre di 2a e 3a lega.
| Squadra 1                | Risultato      | Squadra 2                 |
| ------------------------ | -------------- | ------------------------- |
| 4 settembre 1938         |                |                           |
| Aegerten-Brügg           | 0 - 6          | Nidau                     |
| Bienne-Boujean           | 5 - 1          | Fulgor Grenchen           |
| Black Stars Basilea      | 5 - 1          | Sissach                   |
| Breite Basilea           | 1 - 3          | Olympia Basilea           |
| Derendingen              | 6 - 0          | Biberist                  |
| Frauenfeld               | 2 - 5          | Töss                      |
| Gerlafingen              | 1 - 3          | Luterbach                 |
| Grünstern                | 1 - 8          | Aurore Bienne             |
| Helvetia                 | 5 - 2          | Minerva                   |
| Liestal                  | 2 - 1          | Laufen                    |
| Muttenz                  | 4 - 1          | Petit Huningue            |
| Old Boys Basilea         | 1 - 3          | Allschwil                 |
| Olten                    | 13 - 0         | Langenthal                |
| Porrentruy               | 3 - 1          | Moutier                   |
| Trimbach                 | 6 - 3          | Zofingen                  |
| Zähringia Berna          | 1 - 2          | Thun                      |
| 11 settembre 1938        |                |                           |
| Chailly                  | 1 - 5          | Stade Nyonnais            |
| Club Athletique Ginevra  | 3 - 6          | Amicale Abattoirs Ginevra |
| Comete                   | 1 - 5          | Xamax Neuchâtel           |
| Cointrin                 | 0 - 1          | Compesières               |
| La Tour-de-Peilz         | 4 - 3          | Malley                    |
| Martigny                 | 0 - 3          | Sion                      |
| Sierre                   | 2 - 1          | Chippis                   |
| Tavannes                 | 5 - 2          | Gloria-Sports Le Locle    |
| Tramelan                 | 2 - 1 (d.t.s.) | Étoile-Sporting           |
| Vallorbe                 | 1 - 0          | Neuveville                |
| Fleurier                 | 3 - 3 (d.t.s.) | Couvet                    |
| Orbe                     | 4 - 4 (d.t.s.) | Central Friburgo          |
| Richemond                | 2 - 2 (d.t.s.) | Concordia Yverdon         |
| Alstetten                | 4 - 2          | Oerlikon                  |
| Baden                    | 3 - 1          | Gränichen                 |
| Horgen                   | 3 - 0          | Langnau                   |
| Industrie Zurigo         | 0 - 2          | Lachen/Altendorf          |
| Schönenwerd-Niedergösgen | 4 - 1          | Lenzburg                  |
| SC Zugo                  | 2 - 1          | Kickers Lucerna           |
| Südstern                 | 3 - 4          | FC Zugo                   |
| Thalwil                  | 0 - 2          | Wädenswil                 |
| Turgi                    | 6 - 4          | Buchs                     |
| Unterentfelden           | 1 - 0          | Erlinsbach                |
| Uster                    | 2 - 4          | Seebach                   |
| Wetzikon                 | 0 - 3          | Red Star Zurigo           |
| Wiedikon                 | 0 - 2          | Höngg                     |
| Wipkingen                | 2 - 0          | Küsnacht                  |
| Schöftland               | 3 - 3 (d.t.s.) | Wohlen                    |
| Arbon                    | 6 - 0          | Weinfelden                |
| Flawil                   | 2 - 4          | Rorschach                 |
| Gossau                   | 1 - 2          | Fortuna Zurigo            |
| Sciaffusa                | 5 - 0          | Neuhausen                 |
| Tössfeld                 | 6 - 1          | Oberwinterthur            |
| Phönix Seen              | 1 - 3          | Wülflingen                |
| Ems                      | 0 - 0 (d.t.s.) | Coira                     |
| Melide                   | 1 - 0          | Balerna                   |
| 18 settembre 1938        |                |                           |
| Renens                   | 4 - 2          | Racing Losanna            |
| Espérance                | 4 - 1          | Acacias                   |
| 2 ottobre 1938           |                |                           |
| Couvet                   | 2 - 1          | Fleurier                  |
| Central Friburgo         | 3 - 0          | Orbe                      |
| Coira                    | 0 - 1          | Ems                       |
| Wohlen                   | 2 - 1          | Schöftland                |
| Adliswil                 | 5 - 4          | Wettingen                 |
| Lerchenfeld              | 1 - 4          | Viktoria Bern             |

## Secondo turno eliminatorio
- Entrano in lizza le 24 squadre di Prima Lega+ le 56 squadre qualificate del Primo turno eliminatrio.

| Squadra 1                      | Risultato      | Squadra 2           |
| ------------------------------ | -------------- | ------------------- |
| 2 ottobre 1938                 |                |                     |
| Espérance                      | 2 - 0          | Dopolavoro Ginevra  |
| 6 novembre 1938                |                |                     |
| Alstetten                      | 0 - 1          | Lachen/Altendorf    |
| Berna                          | 1 - 2          | Victoria Berna      |
| Brühl                          | 1 - 0          | Tössfeld            |
| Concordia Basilea              | 4 - 2 (d.t.s.) | Muttenz             |
| Derendingen                    | 1 - 2          | Olten               |
| Ems                            | 1 - 3          | Blue Stars Zurigo   |
| Fortuna San Gallo              | 0 - 1          | Arbon               |
| Friburgo                       | 7 - 0          | Trimbach            |
| FC Zugo                        | 4 - 0          | Chiasso             |
| Kreuzlingen                    | 7 - 1          | Töss                |
| Locarno                        | 2 - 1          | Melide              |
| Luterbach                      | 1 - 0          | Aurore Bienne       |
| Nidau                          | 1 - 5          | Cantonal Neuchâtel  |
| Olympia Basilea                | 2 - 4          | Birsfelden          |
| Red Star Zurigo                | 1 - 5          | Adliswil            |
| Rorschach                      | 3 - 7          | San Gallo           |
| Schönenwerd-Niedergösgen       | 0 - 2          | Bellinzona          |
| Sciaffusa                      | 4 - 1          | Wülflingen          |
| Seebach                        | 1 - 2          | Höngg               |
| Soletta                        | 1 - 2          | Bienne-Boujean      |
| Tavannes                       | 4 - 0          | Richemond           |
| Thun                           | 3 - 2          | Minerva             |
| Tramelan                       | 2 - 3          | Concordia Yverdon   |
| Urania Ginevra                 | 6 - 1          | Stade Nyonnais      |
| Wädenswil                      | 2 - 0          | SCI Juventus Zurigo |
| Winterthur                     | 9 - 0          | Horgen              |
| Wohlen                         | 0 - 3          | Aarau               |
| Zurigo                         | 1 - 0          | Wipkingen           |
| Baden                          | 1 - 1 (d.t.s.) | SC Zugo             |
| Black Stars Basilea            | 2 - 2 (d.t.s.) | Porrentruy          |
| Liestal                        | 1 - 1 (d.t.s.) | Allschwil           |
| 13 novembre 1938 (ripetizioni) |                |                     |
| Allschwil                      | 1 - 2          | Liestal             |
| Porrentruy                     | 0 - 3          | Black Stars Basilea |
| SC Zugo                        | 4 - 0          | Baden               |
| Unterentfelden                 | 2 - 4          | Turgi               |
| 20 novembre 1938 (rinvii)      |                |                     |
| Compesières                    | 1 - 3          | La Tour-de-Peilz    |
| Forward Morges                 | 3 - 0          | Abattoirs Ginevra   |
| Monthey                        | 6 - 2          | Sion                |
| Montreux-Sports                | 4 - 0          | Couvet              |
| Vevey                          | 5 - 0          | Central Friburgo    |
| Renens                         | 2 - 2 (d.t.s.) | Sierre              |

## Terzo turno eliminatorio
| Squadra 1                     | Risultato      | Squadra 2         |
| ----------------------------- | -------------- | ----------------- |
| 20 novembre 1938              |                |                   |
| Aarau                         | 6 - 0          | Olten             |
| Arbon                         | 0 - 2          | San Gallo         |
| Bienne-Boujean                | 1 - 2          | Tavannes          |
| Black Stars Basilea           | 1 - 4          | Concordia Basilea |
| Brühl                         | 5 - 3          | Sciaffusa         |
| Cantonal Neuchâtel            | 2 - 0          | Luterbach         |
| Concordia Yverdon             | 1 - 3          | Xamax Neuchâtel   |
| Kreuzlingen                   | 3 - 2          | Adliswil          |
| Lachen/Altendorf              | 0 - 2          | Blue Stars Zurigo |
| Liestal                       | 0 - 6          | Birsfelden        |
| Turgi                         | 2 - 7          | Friburgo          |
| Wädenswil                     | 1 - 3          | Zurigo            |
| Winterthur                    | 2 - 0          | Höngg             |
| SC Zugo                       | 4 - 2          | Locarno           |
| 11 dicembre 1938              |                |                   |
| Forward Morges                | 8 - 1          | Sierre            |
| Monthey                       | 0 - 0 (d.t.s.) | Espérance Genève  |
| Montreux-Sports               | 4 - 1          | Viktoria Bern     |
| 18 dicembre 1938              |                |                   |
| Bellinzona                    | 5 - 1          | FC Zugo           |
| Vevey                         | 4 - 3 (d.t.s.) | Thun              |
| La Tour-de-Peilz              | 2 - 2 (d.t.s.) | Urania Ginevra    |
| 1º gennaio 1939 (ripetizione) |                |                   |
| Urania Ginevra                | 6 - 2          | La Tour-de-Peilz  |

## Sedicesimi di finale
- Entrano in lizza le squadre di Lega Nazionale

| Squadra 1                     | Risultato      | Squadra 2          |
| ----------------------------- | -------------- | ------------------ |
| 11 dicembre 1938 (anticipo)   |                |                    |
| San Gallo                     | 1 - 3          | Brühl              |
| 8 gennaio 1939                |                |                    |
| Bellinzona                    | 0 - 4          | Grasshoppers       |
| Concordia Basilea             | 2 - 3          | Basilea            |
| Forward Morges                | 0 - 6          | Servette           |
| Grenchen                      | 4 - 1          | Tavannes           |
| Kreuzlingen                   | 1 - 3          | Young Fellows      |
| La Chaux-de-Fonds             | 2 - 1          | Urania Ginevra     |
| Losanna                       | 4 - 0          | Espérance Genève   |
| Lugano                        | 2 - 1          | Zurigo             |
| Winterthur                    | 0 - 3          | Lucerna            |
| Birsfelden                    | 2 - 2 (d.t.s.) | Blue Stars Zurigo  |
| Cantonal Neuchâtel            | 0 - 0 (d.t.s.) | Bienne             |
| Montreux-Sports               | 2 - 2 (d.t.s.) | Vevey              |
| 22 gennaio 1939 (recupero)    |                |                    |
| Friburgo                      | 4 - 0          | Xamax Neuchâtel    |
| 22 gennaio 1939 (ripetizione) |                |                    |
| Blue Stars Zurigo             | 2 - 0          | Birsfelden         |
| 29 gennaio 1939 (recuperi)    |                |                    |
| Young Boys                    | 4 - 2          | Aarau              |
| SC Zugo                       | 1 - 7          | Nordstern          |
| 29 gennaio 1939 (ripetizioni) |                |                    |
| Bienne                        | 5 - 2          | Cantonal Neuchâtel |
| Vevey                         | 7 - 1          | Montreux-Sports    |

## Ottavi di finale
| Squadra 1                      | Risultato      | Squadra 2    |
| ------------------------------ | -------------- | ------------ |
| 29 gennaio 1939                |                |              |
| Basilea                        | 1 - 3          | Brühl        |
| Blue Stars Zurigo              | 0 - 5          | Grasshoppers |
| La Chaux-de-Fonds              | 0 - 1          | Young Boys   |
| Servette                       | 4 - 1          | Friburgo     |
| 6 febbraio 1939                |                |              |
| Losanna                        | 2 - 0          | Grenchen     |
| Vevey                          | 2 - 1          | Bienne       |
| Young Fellows                  | 0 - 1          | Lugano       |
| Lucerna                        | 1 - 1 (d.t.s.) | Nordstern    |
| 13 febbraio 1939 (ripetizione) |                |              |
| Nordstern                      | 2 - 1 (d.t.s.) | Lucerna      |

## Quarti di finale
| Squadra 1        | Risultato      | Squadra 2  |
| ---------------- | -------------- | ---------- |
| 19 febbraio 1939 |                |            |
| Brühl            | 3 - 2 (d.t.s.) | Vevey      |
| Grasshoppers     | 4 - 0          | Young Boys |
| Nordstern        | 3 - 2          | Lugano     |
| Servette         | 1 - 2          | Losanna    |

## Semifinali
| Squadra 1                   | Risultato      | Squadra 2    |
| --------------------------- | -------------- | ------------ |
| 5 marzo 1939                |                |              |
| Nordstern                   | 3 - 0          | Brühl        |
| Grasshoppers                | 1 - 1 (d.t.s.) | Losanna      |
| 7 aprile 1939 (ripetizione) |                |              |
| Losanna                     | 2 - 0          | Grasshoppers |

## Finale
| Arbitro: | Scherz (Berna) |

| |            |                                                                                             |
| Bichsel 24’ (rig.) Spagnoli 40’                                                                    | Marcatori  |                                                                                             |
| Treuberg Stelzer Stalder Hochstrasser Defago Bichsel Brönnimann Sydler Mandalúniz Spagnoli Rochat. | Formazioni | Haussener Kaltenbrunner Allemann Longhi I Schenker Mohler Maurer Losa Buche Parera Forelli. |
| Fritz Kerr                                                                                         | Allenatori | Léo Wionsowski                                                                              |